# 29e régiment d’infanterie
Das 29e régiment d’infanterie (29e RI) war ein Verband der französischen Infanterie. Das Regiment zeichnete sich seit seiner Aufstellung in allen Kriegen bis zum Zweiten Weltkrieg aus. Es existiert heute nicht mehr.
Vor der Einführung der Nummerierung der Regimenter am 1. Januar 1791 führte es in der königlich französischen Armee zuletzt den Namen Régiment du Dauphin.
Das Régiment du Dauphin war ein königliches Regiment und dem Régiment du Roi gleichgestellt. Per Dekret durch König Ludwig XIV. am 15. Juni aus dem Vorgängerregiment „de Lignère“ für den Thronfolger errichtet, erhielt es in der Rangfolge der Regimenter die Nummer 45 zugewiesen. Es übernahm die Tradition des „Régiment de La Rainville“ seit dessen Aufstellung 1617.

## Aufstellung und signifikante Änderungen
- 1617: Aufstellung des „Régiment de La Rainville“ als Vorgängereinheit
- 15. Juni 1667: Das „Régiment de Lignères“ wurde vom König eingezogen und als Régiment du Dauphin neu aufgestellt.
- 30. Dezember 1698: Eingliederung des aufgelösten „Régiment de Bellisle“
- 10. Dezember 1762: Eingliederung des Régiment de Guyenne (Ausführungsdatum: 15. Februar 1763);
- 1775: Das Régiment du Dauphin wurde in Valenciennes aufgeteilt.
Das 1. und 3. Bataillon behielten den Namen, die Fahne und die Uniform, das 2. und 4. Bataillon wurde zum Régiment du Perche.
- 1. Januar 1791: Umbenennung in 29e régiment d’infanterie de ligne
- 1794: Premier amalgame. Das 1. Bataillon wurde in die 57e demi-brigade de bataille eingegliedert. Das 2. Bataillon bildete allein die 58e demi-brigade de bataille
- 21. November 1796: Deuxième amalgame – die „29e demi-brigade de bataille“ wurde zur „29e demi-brigade d’infanterie de ligne“
- 24. September 1803: Bei der Reorganisation wurde die „29e demi-brigade d’infanterie de ligne“ zum „29e régiment d’infanterie de ligne“ (Die Traditionslinie wird hier praktisch unterbrochen, bzw. auf die, aus dem 15e régiment d’infanterie aufgestellte „29e demi-brigade d’infanterie“ übertragen)
- 1814: während der Ersten Restauration und der Herrschaft der Hundert Tage gab es keine Veränderungen
- 16. Juli 1815: wie die gesamte napoleonische Armee wurde das Regiment im Zuge der Zweiten Restauration aufgelöst.
- 11. August 1815: Wiederaufstellung als 2e légion du Nord
- 1820: die 2e légion du Nord wurde zum 29e régiment d’infanterie de ligne.
- 1870: Umbenennung in 29e régiment de marche (29. Marschregiment)
- 1871: Umbenennung in 29e régiment d’infanterie de ligne
- 1882: Umbenennung in 29e régiment d’infanterie.
- 1914: Bei der Mobilisation erfolgte die Aufstellung des etatmäßigen Reserveregiments, des „229e régiment d’infanterie“
- 1923: Auflösung (die Tradition wurde durch das 134e RI fortgeführt).
- 1939: Wiederaufstellung als 29e régiment d’infanterie.
- 1940: Auflösung.

## Uniformierung in der königlichen Armee

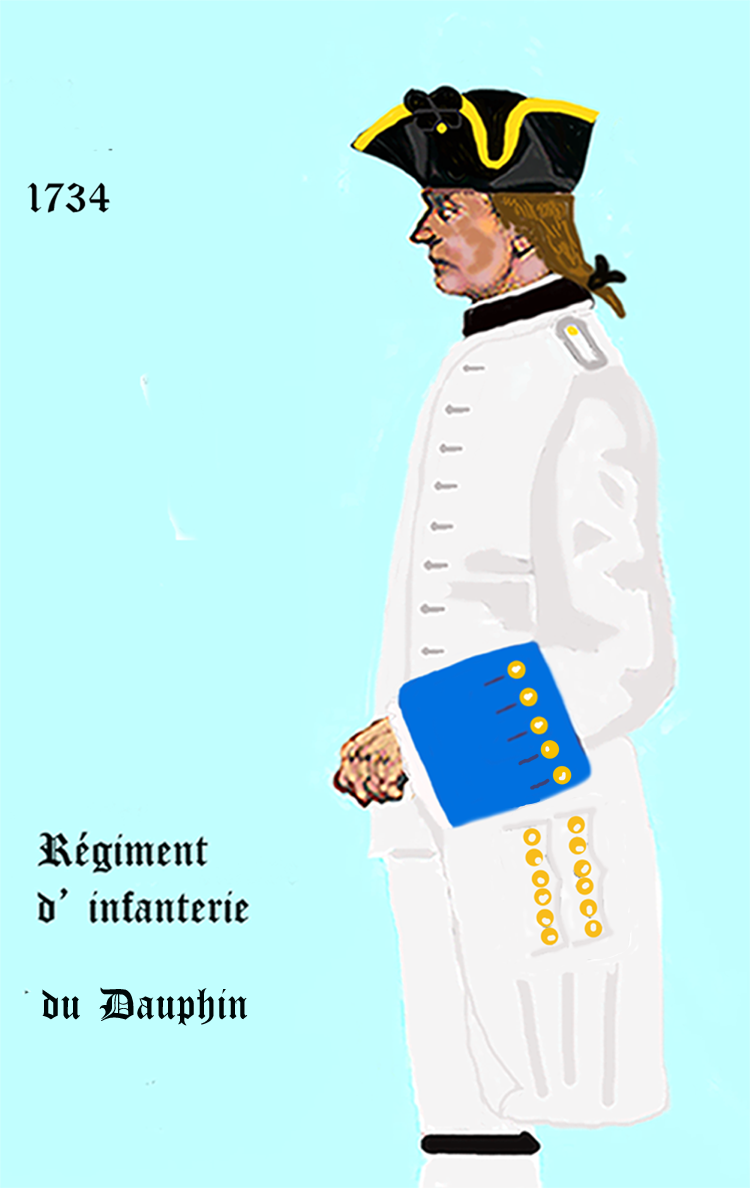
Régiment du Dauphin 1734 bis 1757.
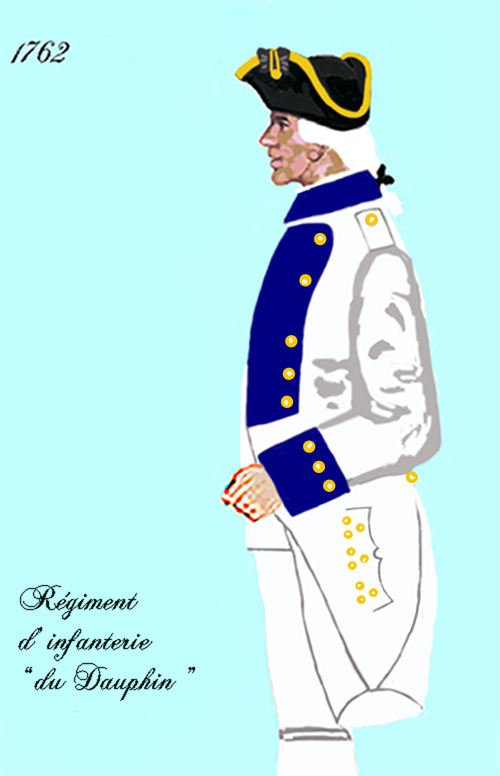
Régiment du Dauphin 1762 bis 1776.
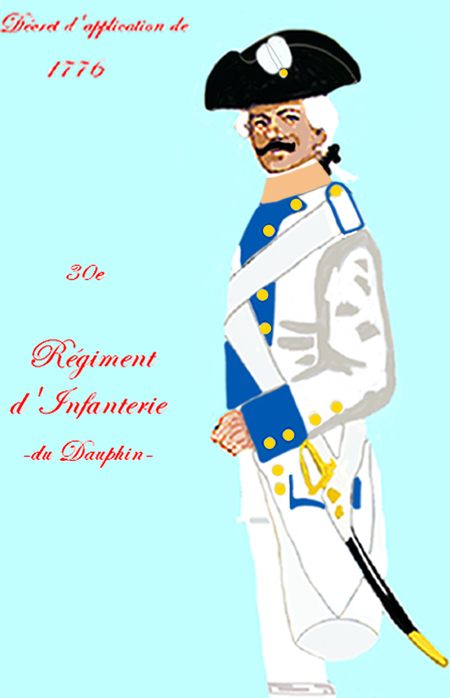
Régiment du Dauphin 1776 bis 1779.
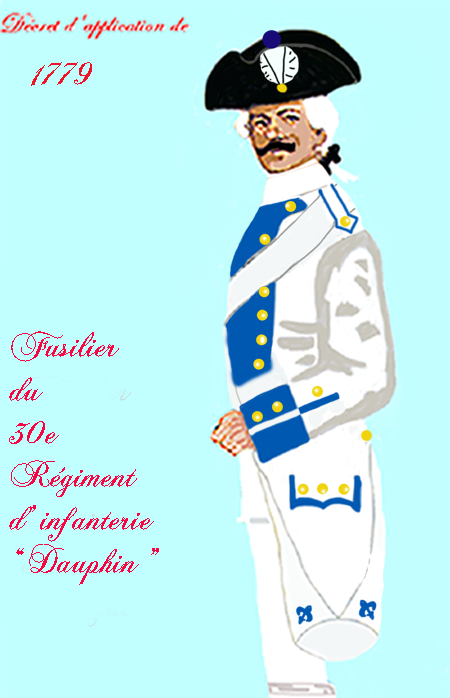
Régiment du Dauphin 1779 bis 1791.
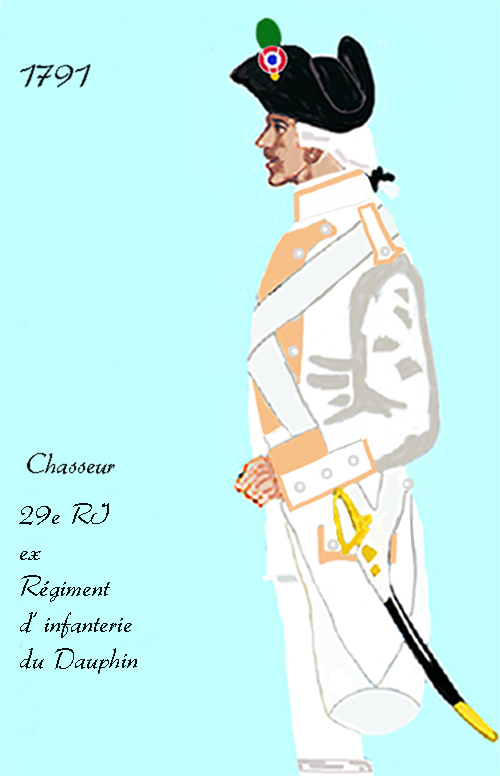
29e régiment d’infanterie de ligne 1791 bis 1793.

## Mestres de camp/Colonels
Mestre de camp war von 1569 bis 1661 und von 1730 bis 1780 die Rangbezeichnung für den Regimentsinhaber und/oder für den mit der Führung des Regiments beauftragten Offizier. Die Bezeichnung „Colonel“ wurde von 1721 bis 1730, von 1791 bis 1793 und ab 1803 geführt.
Nach 1791 gab es keine Regimentsinhaber mehr.
Sollte es sich bei dem Mestre de camp/Colonel um eine Person des Hochadels handeln, die an der Führung des Regiments kein Interesse hatte, so wurde das Kommando dem „Mestre de camp lieutenant“ (oder „Mestre de camp en second“) respektive dem Colonel-lieutenant oder Colonel en second überlassen.
- 3. Februar 1617: Monsieur de La Rainville
- 1620: Monsieur de Menillet
- 7. August 1635: Charles de Cocherel de Bourdonne
- 25. Februar 1646: Chevalier de Barbezières de La Rochechèmerault
- 2. November 1648: N. Langres de Rezmont
- 12. Juli 1651: Godefroey, comte d’Estrades
- 1661: René Lallier, comte de Saintlieu,
- ?: François des Essarts, marquis de Lignéres
- 15. Juni 1667: Michel de Fisicat (Wenn das Regiment, wie in diesem Fall, nicht vom Inhaber selbst (also dem Dauphin) kommandiert werden konnte, wurde es von einem Stellvertreter, dem Lieutenant-colonel befehligt. König Ludwig XIV. hatte allerdings angeordnet, dass der de facto Kommandant im Range eines Colonels stehen und den Titel „Colonel-lieutenant“ führen sollte. Dieser Posten wurde Michel de Fisicat übertragen.)
- 24. August 1671: Henri, Marquis de Beringhen; † 18. Mai 1674 bei der Belagerung von Besançon
- 2. Juni 1674: Nicolas du Blé, marquis d’Huxelles,
- 21. Februar 1694: Charles-François-Anne, marquis de Montberon
- Januar 1704: Jean-Baptiste de Rochechouart, comte de Maure.
- 15. April 1710: Louis de Clermont-Tonnerre, marquis de Chaste
- 21. August 1734: François-Ferdinand de Clermont-Tonnerre, comte de Chaste
- 25. November 1734: Yves Marie Desmarets, comte de Maillebois
- 24. Mai 1744: François-Honoré, marquis de Choiseul-Meuse
- 7. Juni 1746: Joseph-Maurice-Annibal de Montmorency-Luxembourg, marquis de Breval.
- 1. Januar 1748: Antoine-Adrien-Charles, comte de Gramont
- 11. September 1755: Charles-Marc-Jean-François Régis, marquis de Boufflers
- 11. Mai 1762: Denis-Auguste de Beauvoir de Grimoard, marquis du Roure.
- 3. Januar 1770: Paul-François de Quelen de La Vauguyon, duc de Saint-Mégrin.
- 2. Juli 1776: Antoine-Victor-Augustin Aubergeon, comte de Murinais.
- 13. April 1780: Louis-François Chamillard, marquis de La Suze.
- 25. Juli 1791: Philippe-Auguste-Jacques de La Cour, marquis de Balleroy.
- 21. Oktober 1791: Louis du Bouquet.
- 9. September 1792: James O’Gormocan.
- 30. April 1793: Jean Laroque de Cusson.
- 1793: Colonel Denis Battin

(…)
- 1843–1845: Colonel Joseph Dulac
- 1914: Lieutenant-colonel Aubert
- 1939: Colonel Garletin.

## Einsatzgeschichte

### Hugenottenkriege (1617 bis 1622)
Das Regiment wurde von einem Herrn de La Rainville mit Patent vom 3. Februar 1617 aufgestellt. Es stand unter dem Kommando von de La Rainville, war nur zum Zwecke der Belagerung von Soissons errichtet worden und wurde bereits am 24. April des gleichen Jahres, nach dem Tod des Maréchal d’Ancre wieder entlassen.
Am 5. Juli 1620 wurde das Regiment wieder aufgestellt und im Gefecht bei Les Ponts-de-Cé eingesetzt.
Im Jahre 1621 nahm es an der Besetzung des Château de Saumur, sowie der Belagerung von Montauban von Clérac und Monheurt teil. Im gleichen Jahr ging es an einen Adeligen aus der Champagne, einen Herrn de Menillet über. 1622 war es an der Expedition nach Île de Riez und der Blockade von La Rochelle beteiligt. Nach dem Ende des Feldzuges aufgelöst, wurde es von Zeit zu Zeit nach Bedarf in Dienst genommen – wie es die Verhältnisse im Languedoc und Guyenne erforderten. Der Stützpunkt für die Versorgung und Unterbringung scheint in Montauban gewesen zu sein.

### Dreißigjähriger Krieg (1630 bis 1635)
Im Jahre 1630 wurde das Regiment neu aufgestellt und gehörte von da an zum stehenden Heer.
Im folgenden Jahr taucht es in Lothringen auf und war an der Belagerung der Zitadelle von Verdun, dann in Katalonien bei der Belagerung von Vic und von Moyenvic beteiligt.
1633 bis 1634 stand es bei der Belagerung von Nancy, von Haguenau, Zabern und Lunéville, der Festung La Mothe und beim Entsatz der Festung Philippsburg
Im März 1635 kämpfte es an der Seite des Régiment de Navarre bei der Belagerung und Einnahme von Speyer. Es zeichnete sich bei weiteren Gefechten aus, so im Scharmützel bei Fresch. Unter seinem neuen Kommandeur, Charles de Cocherel de Bourdonne wurde es zur Besatzung von Epinal abkommandiert, wirkte in der folgenden Zeit bei der Einnahme der festen Schlösser von Dompeyre, Charmes, Neufchâteau und Vaudémont mit.

### Französisch-Spanischer Krieg (1635 bis 1659) und Krieg der Fronde (1648 bis 1653)
Am 18. März 1636 stand das Regiment bei den Truppen von Maréchal Armand Nompar de Caumont und war am Gefecht bei Baccarat beteiligt, wo eine 2000 Mann starke kaiserliches Abteilung zersprengt wurde. Das Auftreten und die gute Kondition, in der sich das Regiment bei diesem Anlass zeigte, brachte ihm die weißen Fahnenbänder und eine Erhöhung der Personalstärke um fünf Kompanien auf jetzt 20 Kompanien ein.
Kurz danach wurde es bei der Belagerung von Dôle eingesetzt. Am 6. August wurde der Mestre de camp bei einer Erkundung an den Festungswällen verwundet.
- 1637: erfolgte die Verlegung nach Flandern mit der Teilnahme an den Belagerungen von Landrecies, Maubeuge und La Capelle. Am 25. Juni 1638 stand es während der Belagerung von Saint-Omer in einem siegreichen Gefecht, in dem der Mestre de camp am Bauch schwer verwundet und der Mestre de camp-lieutenant de Goulaines getötet wurde. Im November gehörte es zu den siegreichen Verteidigern von Chateau Cambrésis. Im Jahre 1639 kämpfte es bei Hesdin und am 4. August im Gefecht bei Saint-Nicolas près Saint-Omer. 1640 konnte es eine Demi-lune der Befestigung von Arras einnehmen, verlor aber dabei den Capitaine Granville.
- 1641: war es an der Belagerung von Aire, La Bassée, Bapaume; beteiligt, wurde aber 1642 selbst, zusammen mit dem Régiment de La Marine in La Bassée eingeschlossen.
- 1643: Schlacht bei Rocroi. Das Regiment verlor die Capitaines Breuil und Matharel.
- 1644: folgte die Verlegung zur Armee nach Italien mit der Teilnahme an den Belagerungen von Santia und Asti. Im folgenden Jahr nahm es an der Belagerung von Rocca di Vigevano teil und zeichnete sich im Gefecht bei Mora aus. 1645 stand es in der Toskana und nahm an der Belagerung von Orbitello teil. Nach der Beendigung der Belagerung erfolgte die Verlegung in das Piémont. Im September war es bei der Belagerung von Portolongone auf der Insel Elba eingesetzt. Hierbei ist der Capitaine Bazin gefallen.
- 1647: war das Regiment bei Cremona engagiert und nahm an Gefecht bei Civitale am 28. Oktober teil.
- 1648: Ende des Jahres kehrte das Regiment nach Frankreich zurück.

Unter dem Namen „Régiment de Rezmont“ kämpfte es 1650 und 1651 in Flandern. Es gehörte zur Garnison, die 1652 Dünkirchen verteidigte und dann zur kleinen Armee im Aunis stieß, die gegen die Partisanen des Prinzen Condé operierte.
- 1653: wurde das Regiment nach Burgund verlegt, wo es bei der Belagerung von Bellegarde eingesetzt wurde. 1654 zog es nach Guyenne und 1655 nach Katalonien, wo es an der Einnahme von Cap de Creus, Castillon, Cadagne beteiligt und rückte zur Unterstützung Garnison von Solsone ein.
- 1657: befand sich das Regiment in Italien, wo es bis zum Pyrenäenfrieden verblieb. Danach kehrte es nach Frankreich zurück und wurde in Gravelines stationiert.

### Devolutionskrieg (1667 bis 1668)
Im Jahre 1661 verkaufte der Comte d’Estrades sein Regiment an René Lallier, comte de Saintlieu, der 1667 bei der Belagerung von Berghes an der Spitze seiner Soldaten den Tod fand. Danach wurde es vom König eingezogen und als „Régiment du Dauphin“ zum Leibregiment des Thronfolgers gemacht. Im selben Jahr diente es in Flandern, wo es nach der Einnahme von Charleroi in der Stadt garnisoniert wurde. 1668 in die Franche-Comté abkommandiert, zeichnete sich das Regiment bei der Belagerung von Besançon und Dôle aus. Nachdem es an der Schleifung der Befestigungen von Dôle beteiligt war, wurde das Regiment nach Tournai verlegt. Hier wurde es in der Rangfolge der Infanterieregimenter auf Platz 16 gesetzt.
Im Jahre 1670 gehörte es zu den Truppen, die unter dem Befehl von Maréchal François de Créquy den Herzog Karl IV. vertrieben und Lothringen besetzten. Dabei wurden Epinal und Longwy belagert.
1671 wurde die Einheit auf 70 Kompanien verstärkt.

### Holländischer Krieg (1672 bis 1678)
1672:
stieß das Regiment zur Armee in Holland und nahm als erste Aktion an der Belagerung von Orsoy teil. Es folgten die Belagerungen von Rheinberg, Doesburg und Nimwegen, sowie ein Scharmützel an der Insel von Bommel. Nach der Einnahme von Utrecht verließ der König die Armee, die Einheit wechselte unter das Kommando von Maréchal Turenne und verbrachte den Winter in Quartieren an der Mosel.
1673:
Im Januar war es an der Expedition in das Kurfürstentum Brandenburg beteiligt, bei dem die Städte Unna, Kamen und Soest eingenommen wurden. Nachdem der Gegner bis zur Elbe zurückgedrängt worden war, zog es zurück in seine Garnisonen.

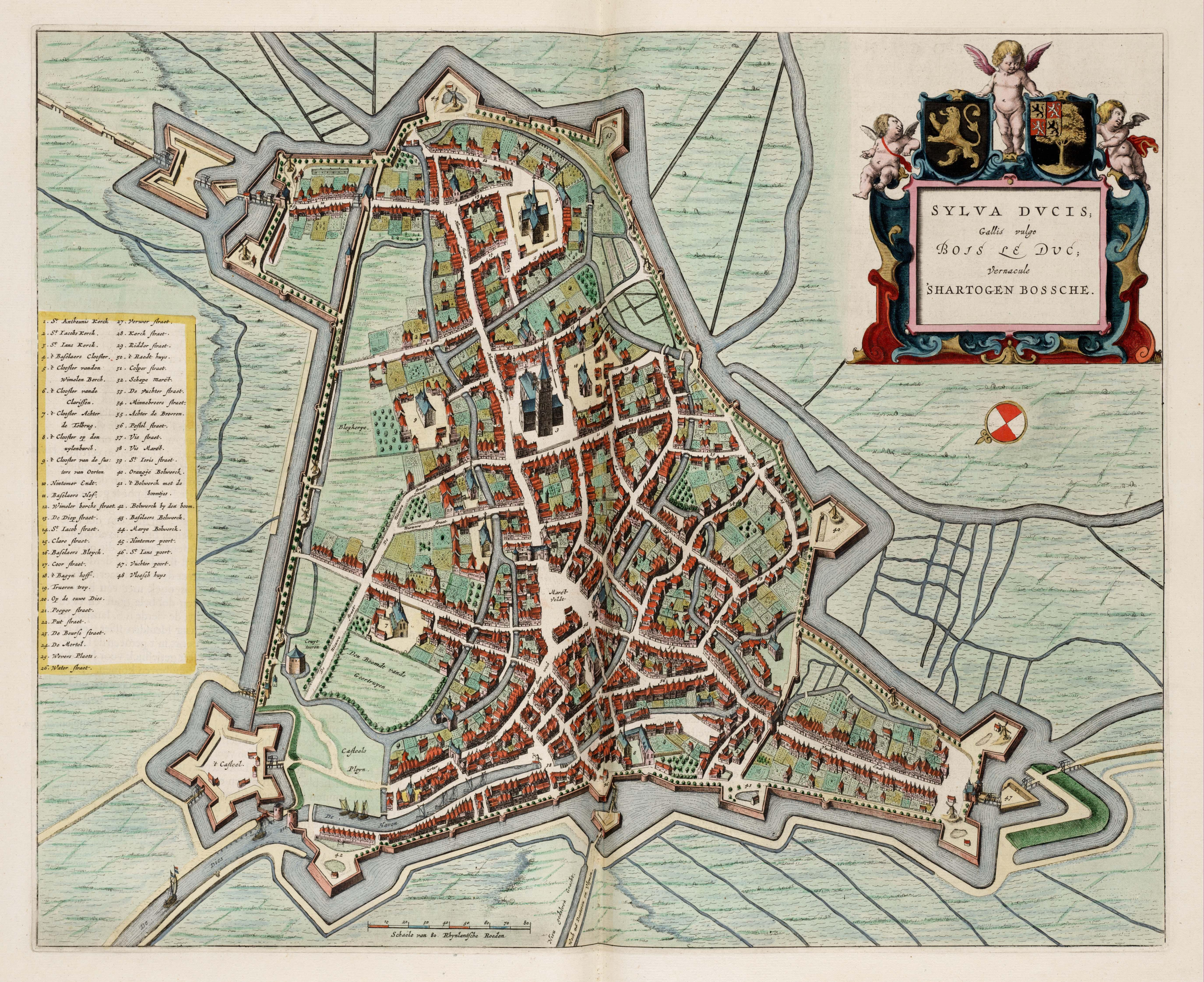
’s-Hertogenbosch

Ein Détachement, kommandiert von Capitaine de Chantereine, war in Holland zurückgeblieben und kämpfte im Mai bei Bois-le-Duc gegen die Garnison von Fort Crèvecœur (bei ’s-Hertogenbosch). Das Détachement konnte sich dann des Forts bemächtigen und zog nach dessen Zerstörung nach Kaiserswerth ab. Der andere Teil des Regiments stand bei der Belagerung von Maastricht, wo es sich auszeichnen konnte. Nach der anschließenden Belagerung von Trier und dem Ende des Feldzuges wurde die Einheit nach Burgund verlegt.
1674:
Bei der Belagerung von Besançon im Jahre wurde der Regimentskommandeur, der Colonel-lieutenant de Berighien, am 13. Mai von einer Kanonenkugel getötet. Bei der darauffolgenden Einnahme von Dôle konnte es sich erneut bei der Sprengung einer Mine unter einer Bastion auszeichnen. Der König war sehr zufrieden mit der Truppe und belohnte sieben Capitaines des Regiments.
Nach dem Abstecher in die Franche-Comté zog das „Régiment du Dauphin“ nach Trier und dann weiter nach Soissons, wo es Winterquartiere bezog.
1675:
deckte es die Belagerungstruppe vor Dinant, Huy und Limbourg und nahm dann Quartier in Avesnes. Die Unruhen in der Bretagne machten eine Verlegung in diese Provinz erforderlich, wo es bis zur Beruhigung der Lage bleiben sollte.
1676:
erfolgte die Verlegung nach Flandern mit der Teilnahme an den Belagerungen von Condé-sur-l'Escaut, und der Einschließung von Aire-sur-la-Lys, wo es am 29. Juli den Gedeckten Weg einnehmen konnte. Den Angriff unverzüglich fortführend, konnte nach Überwindung des Wassergrabens ein vorgeschobenes Hornwerk eingenommen werden. Die Festung kapitulierte am nächsten Tag.
Danach die Belagerung von Maastricht. Neun Kompanien verlegten zur Festung Philippsburg, wo sie sich im Januar des folgenden Jahres unter dem Capitaine d'Inville bei der Wegnahme des Dorfes Mühlberg beteiligten. In der eingeschlossenen Festung Philippsburg bildeten diese mit den Kompanien „Mars“ und „Charles“ des Régiment de La Marine und einer weiteren Kompanie ein provisorisches Bataillon, genannt „de La Marine“, das sich bei der Verteidigung der Festung auszeichnete.
Das Regiment befand sich 1677 bei der Belagerung von Valenciennes und Cambrai. Cambrai wurde durch die Regimenter „Royal infanterie“ und „Dauphin infanterie“ gestürmt, dabei verlor Dauphin bei diesem Angriff mehr als 100 Männer. Es folgte die Teilnahme an der Belagerung von Charleroi und die anschließende Wintereinquartierung in Cassel (Nord).
- 1678 erfolgte die Belagerung von Gent und danach die Verlegung vor Ypern, das nur wenig Widerstand leistete. Gefecht bei Saint Denis und Verteidigung des Château de Castiau. Hier fielen die Bataillonskommandanten de Givray und de Balzac, die Capitaines Lautrec, Wissouse, Séricey, Mauléon, la Trinque, Notaume, Glezac, und vier Lieutenants. An die 20 Offiziere wurden verwundet.

### Friedenszeit
Beim Ende des Krieges lag das Regiment in Huy und kehrte dann nach Frankreich zurück, wo es in Hesdin und Montreuil stationiert wurde. Das Bataillon „de Chantereine“ lag in Freiburg im Breisgau.
Im Jahre 1680 war die Einheit in Lille stationiert, wo sie vom König besichtigt wurde – erstmals stand der Dauphin an der Spitze seines Regiments. Im folgenden Jahr wurde das Regiment von Valenciennes nach Freiburg verlegt, um dort bei den Arbeiten an den Festungsanlagen eingesetzt zu werden. 1682 arbeitete es an den Befestigungen von Longwy.

### Reunionskrieg (1683 bis 1684)
1683 befand sich die Einheit im Camp de Molsheim. Von hier aus ging sie nach Flandern und deckte 1683 die Belagerungstruppen vor Luxemburg.
Im Mai 1685 wurde das Regiment nach Versailles kommandiert und vom Dauphin besichtigt. Danach verlegte es nach Boulogne und Umgebung.

### Pfälzischer Erbfolgekrieg (1688 bis 1697)
Bei Kriegsausbruch 1688 bildete das Regiment mit dem Régimend de Picardie eine Brigade in der Rheinarmee, die vom Dauphin (dem späteren König Ludwig XIV.) kommandiert wurde. Es war an der Belagerung von Philippsburg und an der Eroberung der Pfalz beteiligt. Nach dem Ende des Feldzuges lag es in Mainz.

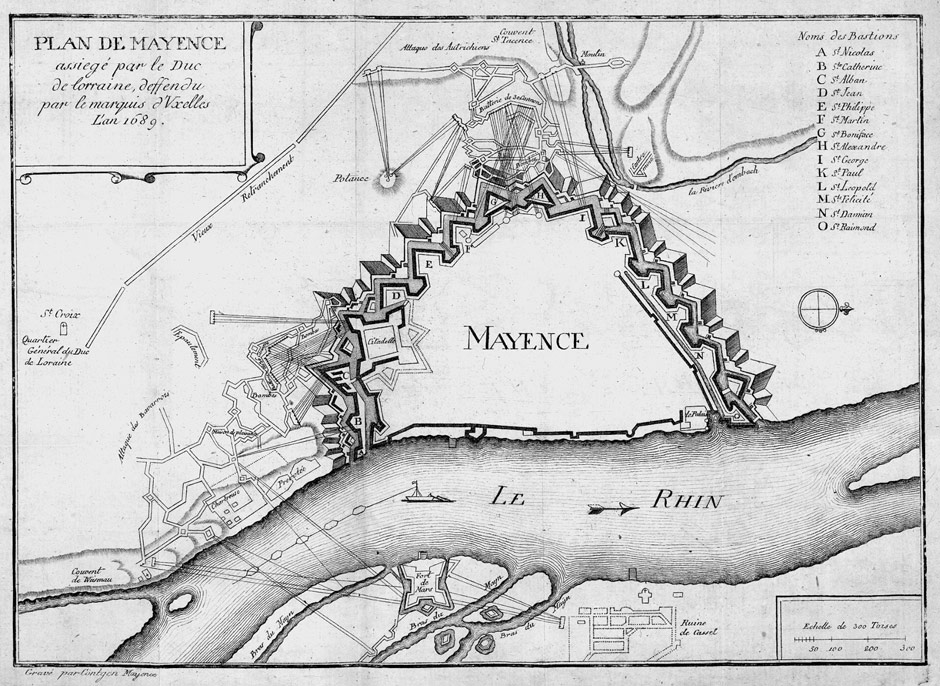
Mainz 1689

Bei der Belagerung von Mainz 1689 gehörte es zu den Verteidigern der Stadt. Bei Beginn der Kampfhandlungen zeichnete sich der Capitaine Doron bei der Abwehr eines Angriffs auf die vorgeschobenen Werke des Brückenkopfes aus. Beim Ausfall am 16. August war das Regiment in schwere Kämpfe verwickelt und verlor den Capitaine Le Prestre und die Lieutenants Boisroger, Lévis, Le Gardeur, Bouthillier und Sarazin. Beim nicht minder heftigen Ausfall am 19. August fielen der Capitaine du Héron und der Lieutenant du Sart. Nachdem die Munition und die Verpflegung zu Ende waren, musste die Besatzung kapitulieren und erhielt ehrenvollen Abzug. Das Regiment hatte insgesamt 13 Offiziere und 300 Soldaten verloren.
In Straßburg wieder aufgefüllt, nahm die Einheit dann am Feldzug von 1690 in Deutschland teil und wurde im Jahre 1691 zur Armee nach Flandern kommandiert. Hier zeichneten sich die Grenadiere bei der Belagerung von Mons am 2. April so aus, dass Ludwig XIV. ihnen eine besondere Ehre zukommen ließ. Die Grenadiere hatten die Faschinen und Schanzkörbe in einer Bresche mit Mist- oder Heugabeln heruntergerissen, weswegen die Sergeanten der Grenadiere (auch des späteren Regiments du Perche) anstelle eines Gewehres Gabeln tragen durften.
Im Feldzug des Jahres 1691 stand es in der Armee des Maréchal de Luxembourg, kämpft im Gefecht bei Leuze und bezog sein Winterquartier in Tournai, wo ein drittes Bataillon aufgestellt wurde.
Das Jahr 1692 begann mit der Belagerung von Namur. Hier hatte das Regiment große Verluste, drei Offiziere und 126 Mann waren gefallen, 41 Offiziere und 296 Mann waren verwundet worden. In Douai wurde die Einheit wieder mit Personal aufgefüllt und verließ die Stadt im Dezember zur Belagerung von Château de Créqui. Von dort zog es vor Furnes, das sofort kapitulierte. 1693 stand es bis zum 12. Juni noch in Flandern und verlegte dann nach Deutschland. Bereits 1694 kehrte es nach Flandern zurück und lag bis zum Jahresende in Namur. Hier gehörte es im folgenden Jahr zur Festungsbesatzung bei der Belagerung von Namur (1695). Nach der Kapitulation der Festung zog das Regiment nach Lothringen, wo es in Saint-Mihiel und Bar-le-Duc untergebracht wurde.
1696 war es den Feldzügen an der Maas und 1697 in Flandern beteiligt, wo es an der Belagerung von Ath teilnahm.
Nach dem Frieden von Rijswijk kam es nach Valenciennes in Garnison und verlegte im folgenden Jahr in das Feldlager von Compiègne. 1699 lag es in Tournai und 1700 in Givet.

### Spanischer Erbfolgekrieg (1701 bis 1714)
1701 gehörte das Regiment zur Armee von Maréchal de Boufflers, besetzte und verteidigte Mechelen und verbrachte den Winter in Lüttich.
1702 wurden die Holländer aus Nimwegen vertrieben, danach erfolgte der Marsch in das Elsass mit der Belagerung von Kehl. Danach Teilnahme am Angriff auf die Bühl-Stollhofener Linien und Besetzung des Kintzigtals. Massiv im Schwarzwald eingesetzt, kämpfte es erfolgreich bei Hornberg. Danach wurde der Marsch durch Deutschland fortgesetzt, es kam zum Gefecht bei Munderkingen und zur
Ersten Schlacht bei Höchstädt. Hier hatte das Regiment massive Verluste zu erleiden, 14 Offiziere waren gefallen (darunter die Capitaines du Bousquet, Belleroche, La Serre, Valliére, Quincy und d'Anglais), weitere acht waren verwundet. Das Jahr wurde mit den Belagerungen von Ulm und Augsburg abgeschlossen, die Winterquartiere wurden in Ulm bezogen. Hier starb der Monsieur de Montbaron an den Pocken.
1704 zu den Truppen des Général Ferdinand de Marsin kommandiert, nahm das Regiment an der Zweiten Schlacht bei Höchstädt teil. Danach wurde es in das Camp de Sierck kommandiert und verbrachte den Winter in Straßburg.
1705 kämpfte es mit den Truppen von Maréchal Villars an den Weissenburger Linien. Im August erhielt es die Order zur Verlegung nach dem Piemont. Bevor dieser Befehl ausgeführt werden konnte, kam eine neue Order, die das Regiment in die Grafschaft Nizza dirigierte.
Unter dem Maréchal Fitz-James de Berwick war es an der Belagerung von Nizza beteiligt, bei der es am 11. Dezember die Gräben eröffnete.
1706 erfolgte die Verlegung in das Piemont, wo bei der Belagerung von Turin durch die Explosion einer Mine viele der Angreifer ihr Leben verloren. Als der Prinz Eugen im September in der Schlacht bei Turin die französischen Linien angriff, lag das Régiment du Dauphin in vorgeschobenen Redouten des Belagerungsrings, um den Rückzug der Armee zu decken. Es gelang dann nur noch dem 1. Bataillon, die Brücke über den Po zu überschreiten, die beiden anderen Bataillone gerieten in Gefangenschaft. Zwei Tage nach der Schlacht trafen die Reste des Regiments in Pignerol ein, es bestand nur noch aus 150 Mann.
Der König bestimmte daraufhin Besançon als Garnison zur Wiederaufstellung. Das 1. Bataillon war schnell wieder einsatzfähig und verlegte 1708 nach Flandern, um am dortigen Feldzug teilzunehmen. Es kämpfte in der Schlacht bei Oudenaarde, wo es beim Rückzug der geschlagenen Truppe zur Deckung eingesetzt wurde. Es zog sich selbst dann nach dem Feldlager in Meldert zurück, wo es auch während der Belagerung von Lille verblieb. Bei der Aufteilung der Armee ging das Regiment zunächst nach Besançon, um dann während der nächsten drei Stellungen an der Lauter zu beziehen.
1712 kamen die drei Bataillone zur Armee in Flandern. In der Schlacht bei Quesnoy gerieten zwei Bataillone des Regiments in holländische Gefangenschaft. Beim Abmarsch nach Holland konnten fast alle Männer entkommen und sich ihrer Einheit wieder anschließen. Das Regiment brach dann nahezu wieder komplett zum Rhein auf. Hier stand es 1713 bei der Belagerung von Landau. Zusammen mit dem Schweizer Fremdenregiment de Brendle und dem Régiment de Chartres wurden am 28. Juli mit dem Anlegen der Belagerungsgräben begonnen.
Danach war das Regiment am Sieg über den österreichischen General Vaubonne und an der Belagerung von Freiburg im Breisgau beteiligt.
Nach dem Friedensschluss wurden am 14. Januar 1714 die Überreste des „Régiment de Payssac“ und am 21. Januar die des „Régiment de Bouhyer“ eingegliedert.
Bis 1733 war das Regiment an keinen Kampfhandlungen beteiligt.

### Polnischer Thronfolgekrieg (1733 bis 1738)
Bei Beginn des Krieges zur Armee in Italien abkommandiert, war es an der Belagerung von Pizzighettone und Villa d’Adda beteiligt. Die Winterquartiere wurden in Lodi (Lombardei) bezogen. Am 5. Januar 1734 begannen die Schanzarbeiten vor Novara, danach erfolgte die Belagerung von Tortona. Unmittelbar danach nahm das Regiment an einem Gefecht Guastalla teil.
In der Schlacht bei Parma stand das Regiment hinter dem Régiment de Picardie in der zweiten Reihe. Es verlor die Capitains Bourlmanachi, Vierzac, Lauzières, de Blond, Poussin, Chiros und sieben Lieutenants an Gefallenen, 22 weitere Offizier und mehr als 200 Mann waren außerdem an Verlusten zu beklagen. Unter dem Kommando des Marquis de Mallebois war die Einheit dann bei der Einnahme von Modena beteiligt.
Am 19. September 1734 kämpfte das Regiment in der Schlacht bei Guastalla. Zuerst auf dem rechten Flügel eingesetzt, wurde es dann, zusammen mit den Regimentern d'Orleans, Tessé und Luxembourg, auf den linken Flügel beordert, um die Brücke über den Po zu verteidigen. Am Ende des Tages verfügte das Regiment nur noch über 13 Offiziere, 54 Offiziere und mehr als 800 Mann zählten zu den Verlusten. Der gerade zum Maréchal de camp beförderte M. de Chastes war an seinen Verwundungen gestorben.
Da das Regiment nicht mehr in der Lage war, weiterhin an dem Feldzug teilzunehmen, wurde es zunächst in Guastalla garnisoniert.
1735 war es dann an der Einnahme von Gonzague, Reggiolo und Revere beteiligt. Im Juni 1736 kehrte es nach Frankreich zurück und wurde in Valence und Montélimar stationiert. 1738 zog es nach Briançon und später in das Languedoc um.

### Österreichischer Erbfolgekrieg (1740 bis 1748)
- 1741 begab sich das Regiment nach Givet und blieb bis 1742 mit der Beobachtung der flandrischen Grenze beauftragt.
- 1743 zog es nach Douai ab, um von dort zur Armee des Maréchal de Noailles bei Landau zu stoßen. Am 10. Mai wurde das Regiment nach Worms beordert, um die Flanke der sich im Marsch befindlichen Armee zu decken. Am 5. Juni kämpfte es in der Schlacht bei Dettingen. Danach wurde es bis zum 17. August im Lager bei Benheim stationiert und zog anschließend mit den Truppen des Maréchal de camp de Saxe in das obere Elsass. Das Winterquartier wurde in Mézières und Charleville bezogen.
- 1744 zur Armee in Flandern abkommandiert, war es bei der Bedrohung von Lille, sowie an der Belagerung von Menen und von Ypern beteiligt. Danach befand es sich bis zum Endes des Feldzuges im Lager von Courtrai in Garnison. Im gleichen Jahr wurde in Dole ein drittes Bataillon aufgestellt und in der Condè dem Regiment zugeführt.
- 1745 lag das Regiment bei der Belagerung vor Tournai und zog von dort am 7. Mai ab, um eine Position auf dem Gelände vor Fontenoy zu beziehen. In der Schlacht bei Fontenoy konnte es drei Angriffe der Holländer abschlagen. Die eigenen Verluste betrugen 350 Mann und zwei Offiziere. Nach dem Rückzug der Alliierten ging es zurück nach Tournai, wo die Belagerung mit der Kapitulation der Zitadelle endete. Es folgten die Belagerungen von Oudenaarde und Termonde, der Winter wurde in Ostende verbracht. Hier wurde das Regiment an der Teilnahme der Expedition nach England bestimmt.[6]

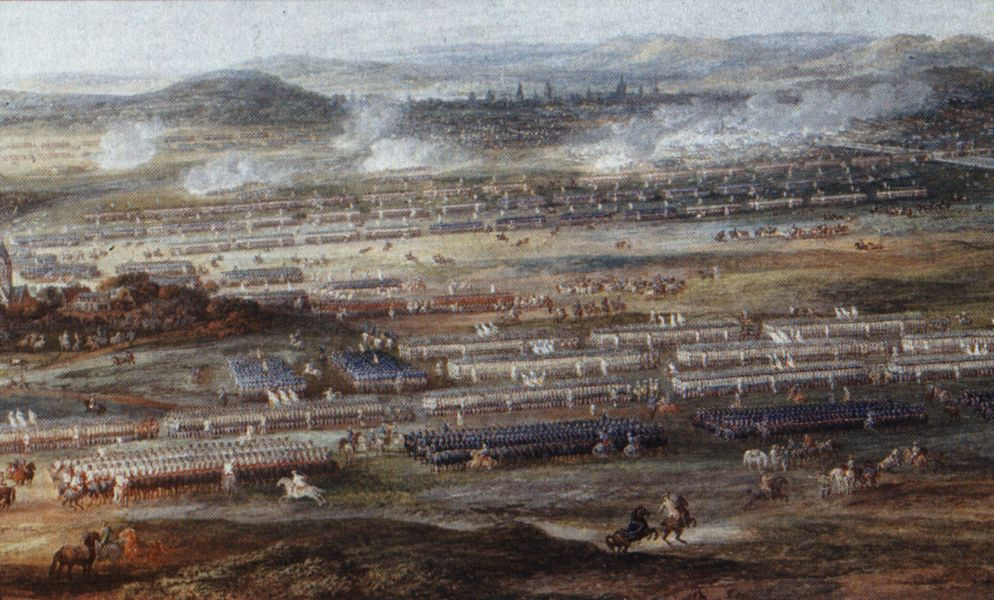
Schlacht bei Roucourt

- 1746 wurde der Feldzug mit der Belagerung von Brüssel eröffnet. Von Brüssel aus wurde das Regiment nach Antwerpen verlegt, wo der Regimentskommandeur, der Colonel-lieutenant Marquis de Chouiseul-Meuse an einer Krankheit verstarb. (Sein designierter Nachfolger, der Marquis de Bréval befand sich zu diesem Zeitpunkt noch in Kriegsgefangenschaft im Piémont und konnte erst 1747 bei der Belagerung von Bergen op Zoom zum Regiment stoßen.) Es folgte die Teilnahme an der Schlacht bei Rocourt und die anschließende Verlegung nach Antwerpen. Hier wurde es bis zum 17. Juni 1747 zum Bau von vorgeschobenen Festungsabschnitten eingesetzt.

Beim Beginn der Belagerung von Bergen op Zoom rückte das Regiment mit 2055 Mann an und musste nach der Eroberung der Stadt 855 Mann an Verlusten verzeichnen. Die Capitaines Serinchamp, Faremont, Clermont, Gray, Flaccieux, Genas, Bonneville und Gabrielli waren gefallen. Danach marschierte es nach Calais, das von einer britischen Flotte bedroht wurde und war dann zur Sicherung der Normandie und der Bretagne eingesetzt. Hier wurde das 4. Bataillon eingegliedert, das im Jahr zuvor in Douai aufgestellt worden war und das bereits nach kürzester Zeit wieder aufgelöst wurde. Das 3. Bataillon wurde 1749 aufgelöst, das 2. Bataillon nach Belle-Île-en-Mer und das 1. Bataillon nach Vannes verlegt.
Am Ende des Jahres lag es in Dünkirchen um dann die nächsten sechs Friedensjahre in Mézières, Charleville und Sedan stationiert zu werden.

### Siebenjähriger Krieg (1756 bis 1763)
1756 stand das Regiment im Camp de La Hougue, von wo aus es 1757 nach Toul marschierte, um dort die Order zu erhalten, sich bei der Armee von Maréchal Louis-Charles-César Le Tellier in Wesel einzufinden. Von dort zog es in die Landgrafschaft Hessen-Kassel und weiter in das Kurfürstentum Hannover. Es nahm an allen Aktionen des Feldzuges teil und gehörte 1758 zur Nachhut der Armee von Maréchal Victor-François de Broglie während des Rückzugs zum Rhein. Im gleichen Jahr zog es durch Hanau und nahm Winterquartier in Friedberg (Hessen).
- 1759 befand es sich bei der Belagerung von Münster. Hier verlor es mehr als 350 Mann, davon 150 Gefallene. In einer Brigade mit dem Régiment d’Enghien kämpfte „Dauphin“ im Gefecht bei Bergen
- 1760 nahm es am Gefecht bei Korbach, sowie an der Schlacht bei Warburg teil und verbrachte den Winter in Fulda.
- 1761 im Frühjahr wurde es nach Hersfeld verlegt. In der Schlacht bei Vellinghausen konnte es sich neben dem Régiment du Roi erneut auszeichnen. Zusammen mit dem Régiment de Royal Deux-Ponts besetzte es Vellinghausen, konnte sich aber nur mit Mühe halten. Fast alle Grenadiere und Jäger des Regiments waren gefallen, verwundet oder in Gefangenschaft geraten. Im Oktober verließ das Regiment die Armee, um in Dünkirchen aufgefrischt zu werden.
- 1762 wieder in Deutschland wurde es der Reserve des Prince de Codé zugeteilt. Es nahm an der Beschießung von Hameln teil, die Grenadier- und die Jägerkompanie zogen mit einer Armeeabteilung nach Osnabrück und bestritten die letzte Operation auf diesem Kriegsschauplatz. Wieder nach Dünkirchen verlegt wurden am 17. Februar 1763 hier Teile des aufgelösten Régiment de Guyenne[7] als viertes Bataillon eingegliedert.

### Nachkriegszeit
Im Dezember 1763 nach Metz verlegt, blieb es hier bis 1766. Im gleichen zog es in das Camp de Soissons und nach dessen Auflösung weiter nach Montpellier, wo es im Oktober ankam. Teile wurden nach Nîmes und Avignon abkommandiert.
1768 in Toulon wieder zusammengeführt, erfolgte 1769 die Verlegung nach Korsika, um bei der Befriedung der Insel mitzuwirken. Im August des gleichen Jahres zurück in Toulon, ging es im September nach Straßburg, wo es 1770 beim Empfang der Dauphine Marie Antoinette eingesetzt wurde. 1771 wurde es nach Poitiers beordert, da man hier politische Unruhen befürchtete. Im September 1772 erfolgte die Verlegung nach La Rochelle, dann nach Rouen, Caen und Valognes sowie im Oktober 1774 nach Valenciennes. Hier wurde das Regiment geteilt. Es wurde nunmehr aus dem 1. und 3. Bataillon gebildet, während das 2. und das 4. Bataillon zur Aufstellung des Régiment du Perche abgegeben werden mussten.
1776 im April wurde Valenciennes verlassen und nach Lille marschiert, im März 1777 erfolgte die Verlegung nach Brest. Hier wurde ein Détachement auf das Linienschiff „L’Actif“ beordert, mit dem es am 27. Juli an der Seeschlacht vor Ouessant teilnahm. Das übrige Regiment zog nach Sarrelouis, wo es bis Mai 1779 blieb, um dann nach Metz umzuziehen. Es folgte Thionville im Mai 1780, Metz im Juli 1779, Thionville im Mai 1780, Metz im Juli 1780, Rennes und Nantes im April 1782, Metz im Mai 1783, Maubeuge im November 1787. Im August 1788 nach Tours dirigiert, wurde es bereits im Oktober zurückbeordert, ohne in Tours angekommen zu sein. Im April 1789 lag es in Givet, um von dort wegen der Unruhen in die Umgebung von Paris gerufen zu werden. Nach dem Sturm auf die Bastille ging es nach Givet zurück, kam im März 1791 nach Philippeville, wo es bis zum Ausbruch des Ersten Koalitionskrieges blieb.

### Kriege der Revolution und des Ersten Kaiserreichs
Die beiden Bataillone wurden zur Armée du Nord kommandiert. Das Regiment kämpfte in der Kanonade bei Valmy und unter Charles-François Dumouriez in der Schlacht bei Jemappes. Es gehörte danach zur Besatzung von Lüttich und war in der Schlacht bei Neerwinden eingesetzt.
Nach dem massiven Druck der österreichischen Truppen unter Albert Kasimir von Sachsen-Teschen begann ein Rückzug aus Belgien. Das 1. Bataillon marschierte dabei nach Valenciennes, das 2. Bataillon nach Mainz. In beiden Festungen war es bis zur jeweiligen Kapitulation an der Verteidigung beteiligt.
Danach wurde es in die östlichen Departements verlegt, hier machte es sich am 23. Oktober 1792 im Gefecht bei Laval und in allen weiteren Gefechten bis zur Vernichtung der Armée vendéenne bei Savenay verdient.
Bei der Ersten Zusammenlegung stand nur noch das 2. Bataillon zur Verfügung, das in „59ème demi-brigade de bataille“ umbenannt wurde – ohne dass Freiwilligenbataillone integriert wurden.
Im Zuge der Zweiten Zusammenlegung wurden alle Traditionslinien unterbrochen. Die neue „29e demi-brigade d’infanterie“ wurde aus der vormaligen „164e demi-brigade de bataille“ gebildet, in der sich Verbände des 90e régiment d’infanterie, des „1er bataillon de volontaires d'Eure-et-Loir“ und des „8e bataillon de volontaires de la Meurthe“ befunden hatten. Es waren also keine Angehörigen des ehemaligen „Régiment du Dauphin“ mehr vorhanden. Bei der Reorganisation 1803 wurde die „29e brigade“ kurzerhand zum „20e régiment d’infanterie“ gemacht und die Tradition darauf übertragen.
1794: Gefechte bei Hertogenbosch und bei Tiel
1797: Belagerung von Mantua
1799: Gefechte bei Perona, Lecco, Savigliano und Vaprio d’Adda, Schlacht bei Magnano, Schlacht an der Adda, Verteidigung von Mantua
1805: Kämpfe bei Verona, Schlacht bei Caldiero
1806: Kämpfe bei Gaeta
1807: Belagerung von Reggio Calabria
1808: Kämpfe in Kalabrien
1809: Gefechte bei Villanova, San Bonifacio, San Daniele Po, Schlacht bei Raab, Schlacht bei Wagram
1812: Osmiana, Plünderung von Wilna, in Kaunas
1813: in Königsberg (Preußen) und Danzig
1814: Festungsbesatzung in Hamburg unter Maréchal Louis-Nicolas Davout
1815: Schlacht bei Waterloo

### 1815 bis 1848
- 1830: Mit Anordnung vom 18. September wurde das 4. Bataillon aufgestellt. Das Regiment bestand nun aus 3000 Mann.[9]
- 1828–1833: Teilnahme an der Expedition nach dem Peloponnes zur Stützung der Monarchie nach der Griechischen Revolution

### Zweites Kaiserreich
- Deutsch-Französischer Krieg

Am 16. August 1870 wurde aus Reservisten und Aufgerufenen ein viertes Bataillon aufgestellt, das nach dem Verlassen des Depots zum „8e régiment de marche“ (8. Marschregiment) in der 2. Brigade der 1. Infanteriedivision im 13. Armeecorps wurde.

### Dritte Republik
- 1895–1896: Teilnahme an der militärischen Expedition zur Errichtung der absoluten französischen Herrschaft über Madagaskar.

### Erster Weltkrieg
- 1914: Garnison in Autun und Le Creusot.

Zuteilung:
- 32. Infanteriebrigade
- 16. Infanteriedivision vom August 1914 bis Januar 1917.
- 169. Infanteriedivision vom Januar 1917 bis November 1918.
- 8. Armeekorps

- 1914

August: Abwehrkämpfe in Lothringen (Sarrebourg – La Mortagne – Clézentaine)
September bis Dezember: Kämpfe in der Woëvre (Bois Jura – La Route – La Louvriere)
- 1915

Januar: La Louvriere
März: Stellungskämpfe bei Riauville – Fay en Haye – Regneville – Remanauville
Mai bis 24. Juli: bei Le Vaux Fay – La Tête à Vache
30. Juli bis 24. August: Stellungskämpfe bei La Louviere
29. August bis 16. September: Stellungskämpfe bei La Tête à Vache
27. September: bei La Croix Saint Jean
- 1916

21. Januar bis 21. Februar: Armeereserve
21. Februar: Schlacht um Verdun
18. März: Stellungskämpfe bei Les Éparges
4. bis 12. April: Stellungskämpfe bei Les Éparges
17. April bis 23. Mai: Stellungskämpfe bei Bonzée – Villers – Murauveux
26. Mai bis 3. Juni: Stellungskämpfe bei Les Éparges
24. Juni bis 2. Juli: Stellungskämpfe bei Les Éparges
11. Juli bis 1. August: Angriffskämpfe bei Verdun
Oktober bis November: Stellung bei Neuviller-sur-Moselle
30. November: bei Berny en Santerre
10. Dezember: Armeereserve
- 1917

24. Januar: Sainte-Menehould
März: Main de Massignes
2. April: Ruhe
19. April: am Mont Cornillet
25. April: Armeereserve
13. Mai: bei Marquisee und am Mont Cornillet
2. Juni bis 22. Februar 1918: Kämpfe am Four de Paris (Argonnen)
- 1918

23. Februar: im Camp de Mailly
29. März: Armeereserve
31. März bis 4. April: bei Montdidier (Somme)
27. Mai bis 17. Juni: Schlacht an der Aisne (8. Juni: Kämpfe bei Domfront (Orne))
9. bis 18. August: Schlacht bei Amiens
9. September bis 13. Oktober: Angriffskämpfe bei Saint Simon und Benay Panavesne
13. Oktober bis 11. November: Grenzschutz an der Belgisch-Französischen Grenze
- Verluste des Regiments

Gefallene Offiziere: 41
Gefallene Unteroffiziere und Mannschaften: 1189
An ihren Verwundungen gestorbene Offiziere: 17
An ihren Verwundungen gestorbene Unteroffiziere und Mannschaften: 724
Vermisste Offiziere: 4
Vermisste Unteroffiziere und Mannschaften: 353
Verwundete Offiziere: 111
Verwundete Unteroffiziere und Mannschaften: 5012
An Krankheiten gestorbene Offiziere: 3
An Krankheiten gestorbene Unteroffiziere und Mannschaften: 458

### Zweiter Weltkrieg
Am 7. September 1939 wurde das Regiment durch die Région Militaire, réserve A RI; type NE Mobilisateur d’infanterie n° 81 auf den Kriegszustand gebracht. Es stand unter dem Kommando von Colonel Garletin und gliederte sich in drei Bataillone und eine Panzerabwehrkompanie. Unterstellt war es der 16. Infanteriedivision. Mit dieser kämpfte es in der Schlacht südlich von Amiens, bei der 136 Panzer III und Panzer IV zerstört wurden.
Es gehörte zu den wenigen französischen Einheiten, die sich in diesem Feldzug eine lobende Erwähnung durch die Armeeführung verdienten.

„Es widersetzte sich siegreich den Angriffen, die druckvoll von einem mit Panzern reichlich ausgestatteten Feind durchgeführt wurden“

Nach dem Waffenstillstand von Compiègne wurde es aufgelöst.

## Regimentsfahnen
Bis zur Revolution führte das Regiment sechs Fahnen, davon eine mit weißem Zentrum als Leibfahne des Regimentsinhabers (Drapeau colonel). Die Ordonnanzfahnen waren in Rot, Blau und Gelb gestaltet, mit dem Wappen des monseigneur le Dauphin, einem weißen Kreuz und blauer und gelber Randborte. Auf den Balken des Kreuzes erschien die Devise des Regiments.

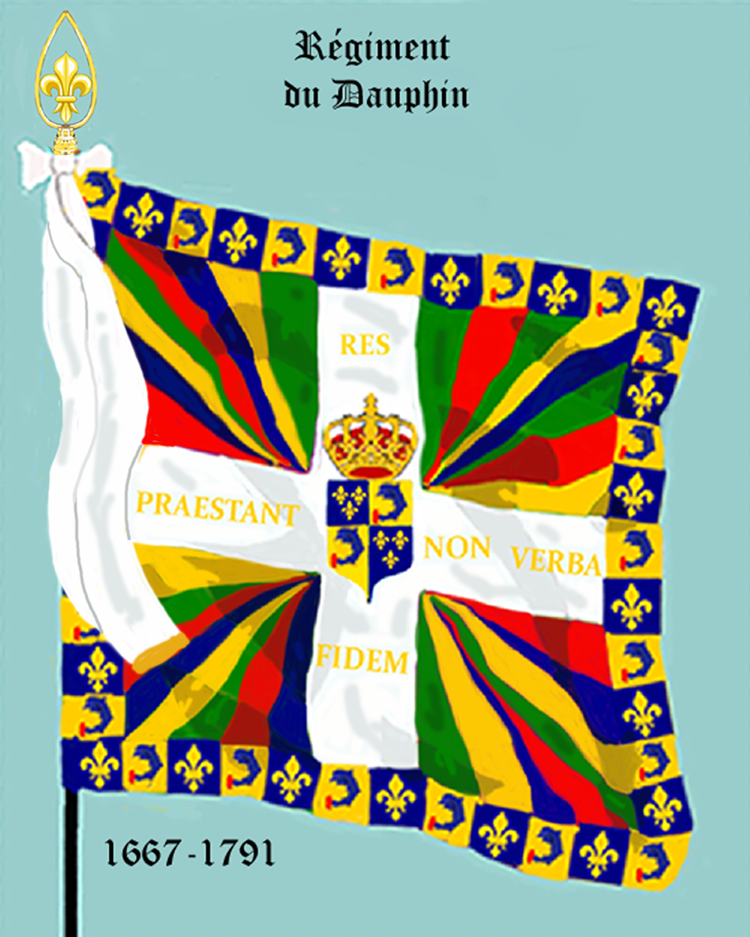
Régiment du Dauphin 1667 bis 1791. Ordonnanzfahne
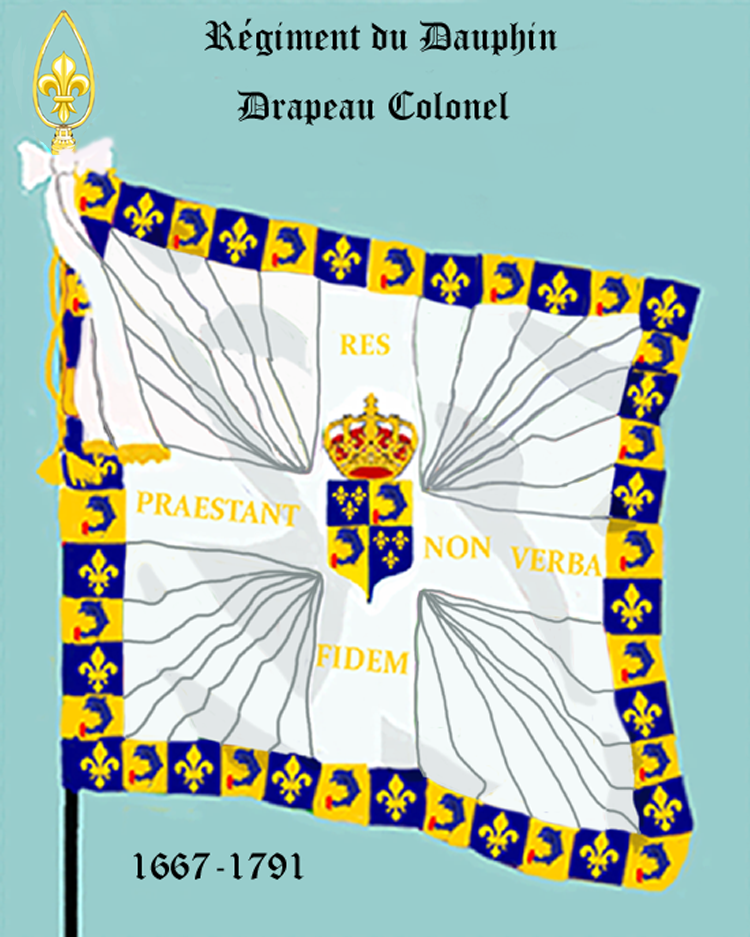
Régiment du Dauphin, Leibfahne (Drapeau colonel).

Auf der Rückseite der Regimentsfahne sind (seit Napoleonischer Zeit) in goldenen Lettern die Feldzüge und Schlachten aufgeführt, an denen das Regiment ruhmvoll teilgenommen hat.

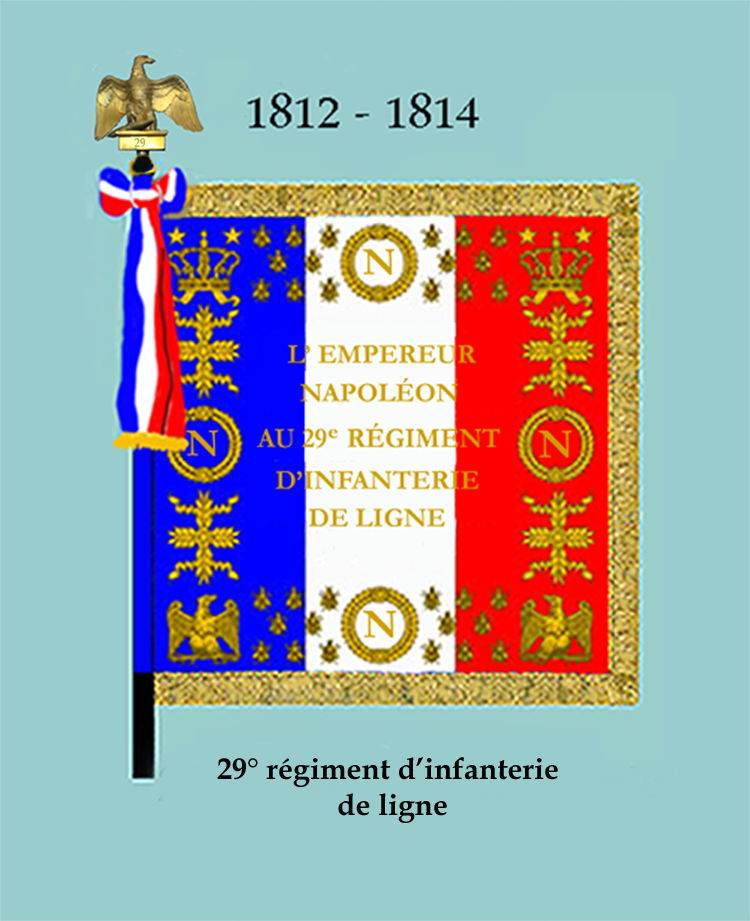
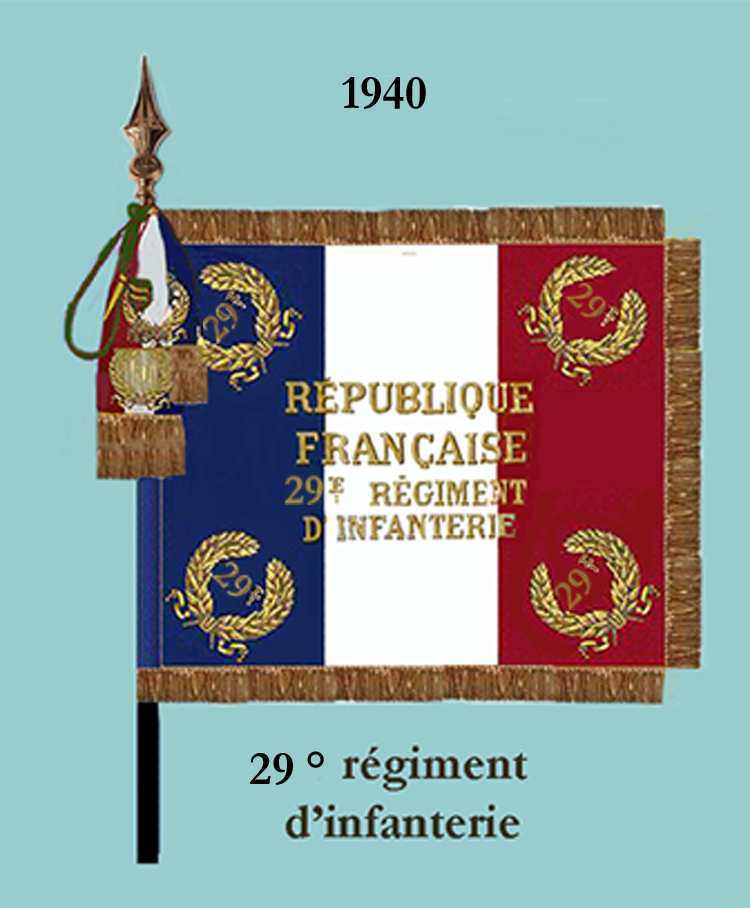
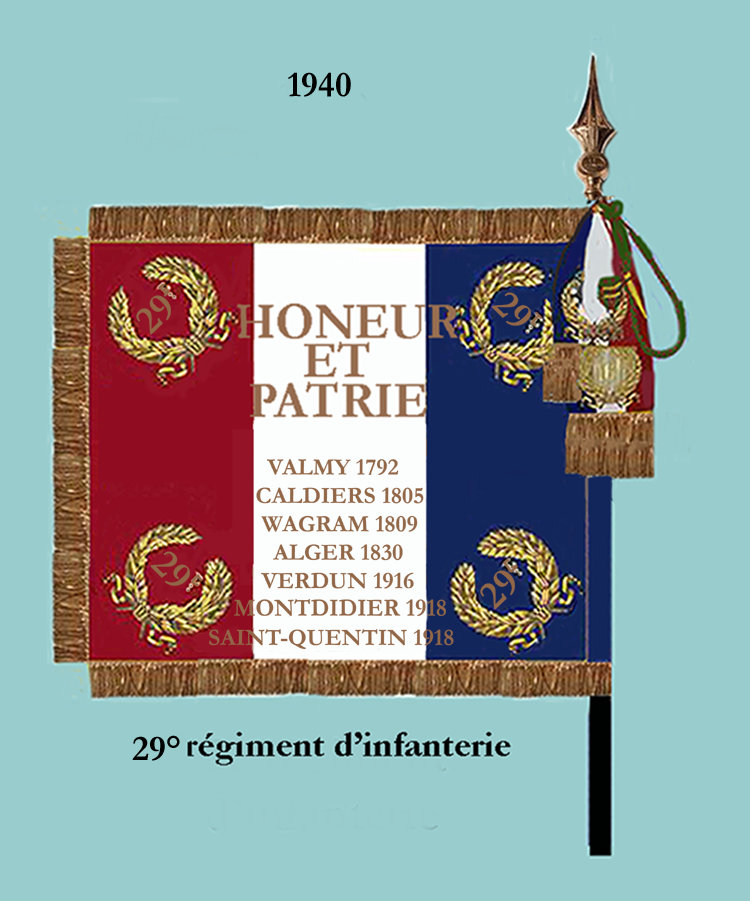

## Auszeichnungen
Das Fahnenband des Regiments ist mit dem Croix de guerre 1914–1918 dekoriert (22. Februar 1918).

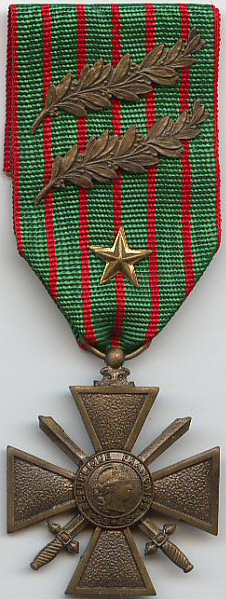
Croix de guerre 1914–1918 mit zwei Palmenzweigen und einem vergoldeten Stern
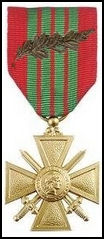
Croix de Guerre 1939–1945 mit einem Palmenzweig
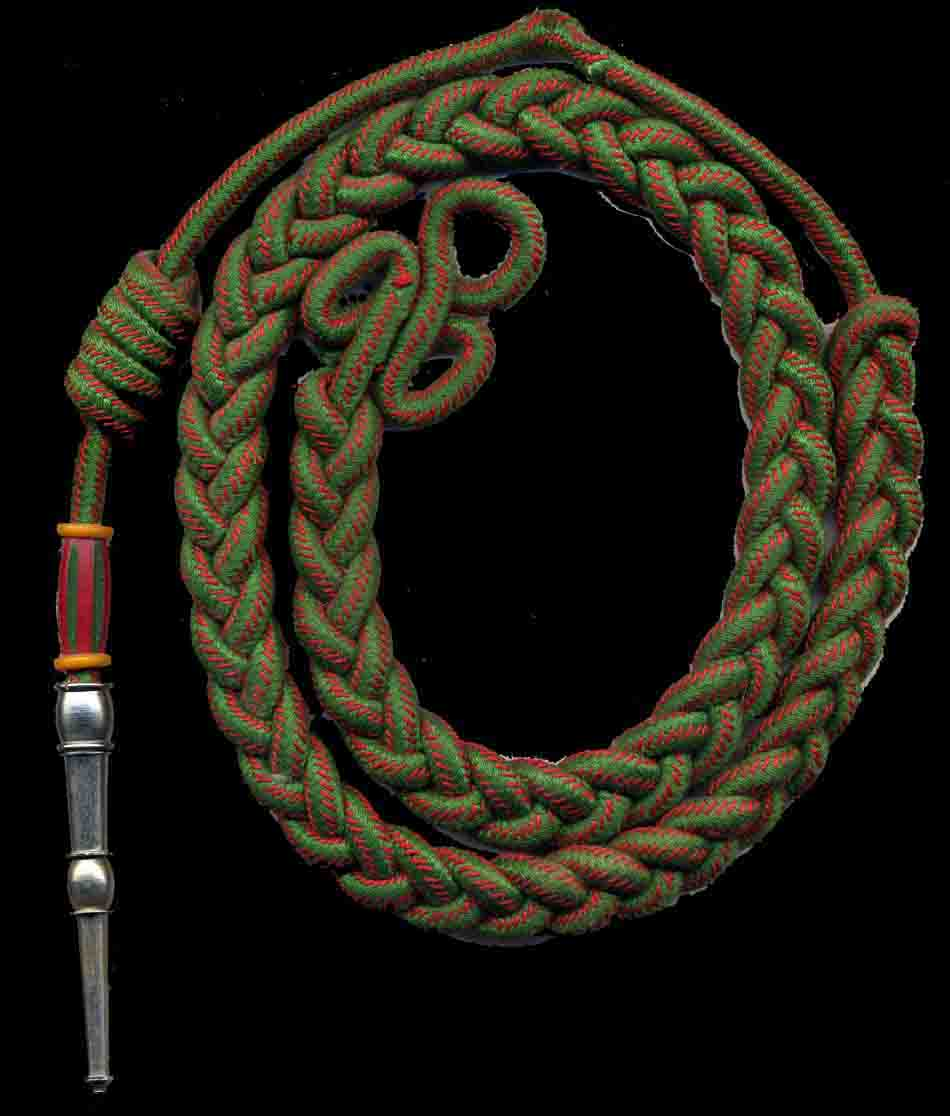
Fourragère in den Farben des Croix de guerre 1914–1918 mit der Olive für das verliehene Croix de guerre 1939–1945